# Delgo
Delgo – amerykański film animowany z 2008 roku w reżyserii Marca F. Adlera i Jasona Maurera. Wyprodukowany przez Freestyle Releasing.
Światowa premiera filmu miała miejsce 12 grudnia 2008 roku. W Polsce premiera filmu odbyła się 21 grudnia 2012 roku w Telewizji Polsat z polskim dubbingiem.

## Opis fabuły
Magiczna kraina Jhamora jest podzielona na strefy wpływów Nohrinów oraz Loknich. Delgo, młody Lokni, spotyka nohrińską księżniczkę Kylę i zaprzyjaźnia się z nią. Razem muszą zażegnać konflikt zwaśnionych ludów. W przeciwnym wypadku mieszkańców ich krainy czeka zagłada.

## Obsada
Wersja polska: dla Telewizji Polsat – DUBBFILM

Reżyseria: Dobrosława Bałazy

Dialogi: Agnieszka Farkowska

Dźwięk i montaż: Renata Gontarz

Kierownictwo produkcji: Romuald Cieślak

Wystąpili:
- January Brunov – Delgo
- Krzysztof Szczerbiński – Filo
- Julia Kołakowska – Kyla
- Elżbieta Jędrzejewska – Sedessa
- Krzysztof Banaszyk – Bogardus
- Jacek Król – Raius
- Mirosław Zbrojewicz – Marley
- Paweł Szczesny – Król Zahn
- Klaudiusz Kaufmann – Spig
- Jan Kulczycki – Spat
- Stefan Knothe – Gelmore
- Zbigniew Kozłowski – Ojciec Delga
- Mikołaj Klimek – Oficer

oraz:
- Kinga Tabor
- Brygida Turowska
- Ewa Serwa
- Joanna Pach-Żbikowska
- Marek Bocianiak
- Mirosław Wieprzewski
- Przemysław Wyszyński
- Jarosław Domin
- Wojciech Machnicki

Lektor: Paweł Bukrewicz